# ناكانو (طوكيو)
ناكانو (باليابانية: 中野区 ناكانو-كو) وتعني «حي ناكانو» هو أحد أحياء طوكيو ال 23.

## جغرافيا
يحيط بحي ناكانو خمس أحياء هي سوغينامي، نيريما، شيبويا، توشيما، وشينجوكو.

## تاريخ
تم تأسيس الحي في 1 أكتوبر 1932 وذلك بدمج أحياء نوغاتا وناكاتو القديمين.

## أعلام
- تاكانوهانا كوجي، يوكوزونا

## مواقع خارجية
- الموقع الرسمي لمدينة ناكانو باللغة الإنكليزية